# Theodor Gericke
Johann Theodor Gericke (* 31. Mai 1819 in Koblenz; † 1. August 1878 in Liegnitz) war ein preußischer Generalmajor und Kommandeur der 56. Infanterie-Brigade.

## Leben

### Herkunft
Theodor war ein Sohn des preußischen Oberstleutnants Franz Gericke (1783–1859) und dessen Ehefrau Anna, geborene Feltz (1798–1866). Sein Bruder Karl (1821–1888) schlug ebenfalls eine Karriere in der Preußischen Armee ein und brachte es zum Oberst.

### Militärkarriere
Gericke besuchte Gymnasien in Trier und Koblenz. Nach seinem Abschluss wurde er am 6. Dezember 1835 als Füsilier im 29. Infanterie-Regiment der Preußischen Armee angestellt und avancierte bis Mitte Januar 1838 zum Sekondeleutnant. Am 1. November 1842 erfolgte seine Kommandierung auf ein Jahr zur 8. Pionier-Abteilung sowie ab 24. Januar 1845 zur 8. Artillerie-Brigade. Vom 12. Oktober bis 13. November 1846 war er als Erzieher am Kadettenhaus in Bensberg tätig. Gericke kam am 1. Januar 1848 als Adjutant und Rechnungsführer des III. Bataillon im 29. Landwehr-Regiment nach Simmern/Hunsrück. Dort wurde er am 20. Oktober 1849 Premierleutnant und war vom 13. Januar 1850 bis zum 30. April 1853 Regimentsadjutant. Am 10. Februar 1853 zum Hauptmann befördert, wurde er vom 21. Mai 1853 bis zum 9. November 1855 Kompanieführer bei I. Bataillon des 29. Landwehr-Regiments. Er kehrte am 10. Januar 1856 als Kompaniechef in das 29. Infanterie-Regiment zurück. Er erhielt dort am 1. Juli 1860 die Beförderung zum Major und am 15. Februar 1860 die Ernennung zum Kommandeur des II. Bataillons. Er wurde am 11. Januar 1862 als Bataillonskommandeur in das 4. Oberschlesische Infanterie-Regiment Nr. 63 versetzt und in dieser Eigenschaft Mitte Juni 1865 zum Oberstleutnant befördert. Daneben hatte Gericke während des Deutschen Krieges ab dem 29. Mai 1866 mit den Funktionen eines Regimentskommandeur auch das Kommando über die Besatzungsbataillone in Oels und Schweidnitz.
Am 5. März 1867 wurde Gericke seinem Regiment aggregiert und zur Dienstleistung beim Kriegsministerium kommandiert. Unter Versetzung in das Ministerium erfolgte am 4. April 1867 seine Ernennung zum Abteilungschef für Bekleidungsangelegenheiten. In dieser Stellung stieg er Mitte April 1867 zum Oberst auf und wurde für seine Tätigkeit mit dem Komturkreuz des Ordens vom Zähringer Löwen, des Ordens der Württembergischen Krone und des Ritterordens der Heiligen Mauritius und Lazarus sowie dem Orden der Heiligen Anna II. Klasse und anlässlich des Ordensfestes mit Januar 1869 mit dem Roten Adlerorden III. Klasse mit Schleife ausgezeichnet.
Zu Beginn des Krieges gegen Frankreich wurde Gericke für die Dauer der Mobilmachung Kommandeur eines Regiments in der 2. Landwehr-Brigade. Ausgezeichnet mit beiden Klassen des Eisernen Kreuzes kehrte er am 20. März 1871 in seine Stellung im Kriegsministerium zurück. Mit dem Rang und den Kompetenzen eines Brigadekommandeurs wurde er am 21. November 1871 mit der Uniform des Kriegsministeriums zu den Offizieren von der Armee versetzt und gleichzeitig mit den Geschäften des Kommandeurs der stellvertretenden 11. Infanterie-Brigade beauftragt. Gericke stieg am 18. Januar 1872 zum Generalmajor auf, wurde am 7. August 1873 von seiner Stellung entbunden und dem Generalkommando des III. Armee-Korps zur Verfügung gestellt. Vom 13. November 1873 bis zum 31. Mai 1875 war er Kommandeur der 56. Infanterie-Brigade und wurde anschließend mit Pension zur Disposition gestellt. Er starb am 1. August 1878 in Liegnitz.

### Familie
Gericke heiratete am 17. Dezember 1850 in Kreuznach Emma Lüder (1831–1856), Tochter des Oberamtmanns Franz Lüder. Aus der Ehe gingen die beiden Söhne Karl (1852–1853) und Theodor (1854–1856) hervor. Nach dem Tod seiner ersten Frau heiratete er am 4. Januar 1863 in Berlin Agnes von Schindel (1818–1868), die Witwe des Generalleutnants Woldemar von Trotha.